# Klarissenkloster Paderborn

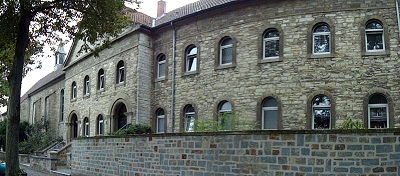
Fassade des ehemaligen Klarissenklosters in Paderborn

Das Klarissenkloster Paderborn bestand von 1926 bis 2014. Die letzten Klarissen haben das für ihre Bedürfnisse zu groß gewordene Kloster in Paderborn verlassen und sind nach Salzkotten gezogen, wo sie ihr Ordensleben als Klarissenkonvent Salzkotten fortsetzen. Nach dem Vorbild der Heiligen Klara und Franziskus von Assisi widmen sich die Klarissen dem Gebet, der Arbeit und dem Dienste der Menschen, die sich mit ihren Anliegen an sie wenden.

## Geschichte
Ab 1921 gab es im Klarissenkloster Münster Pläne für eine Neugründung in Paderborn. Am 19. März 1925 wurde der Grundstein des Klosters gelegt. 1926 wurde die kleine Kapelle eingeweiht und sieben Klausur- und drei Außenschwestern begannen das gemeinsame Leben in Paderborn. Das Haus wurde in der Zeit des Nationalsozialismus nicht beschlagnahmt, allerdings mussten die Schwestern Heimarbeit für die Wehrmacht leisten.
1945 wurden nach dem  Ende des Zweiten Weltkrieges Franziskaner und Cellitinnen, deren Klöster zerbombt waren, im Paderborner Klarissenkloster aufgenommen, da dieses selbst nur geringe Kriegsschäden erlitten hatte. In der Nachkriegszeit wurde eine Suppenküche für die Bevölkerung eingerichtet. 1949 wurden die jetzige Klosterkirche und der Schwesternchor errichtet. 1951 baute man den Südflügel an und gestaltete den Pfortenbereich neu; in einem letzten Bauabschnitt wurde 1968 der Kreuzgang überdacht.
Die Gemeinschaft schloss sich als Gründungsmitglied der 1963 errichteten Föderation der deutschsprachigen Klarissen an. 1985 wurden  Kirche und Schwesternchor renoviert. Die Schwestern gründeten auch ein Klarissenkloster in Brno, das 1997 eingeweiht wurde. 1998 zogen die beiden letzten Außenschwestern in die Klausur, der Außenschwesternflügel wurde zum Wohnbereich der Clementiner, der Schüler des ehemaligen Clemens-Hofbauer-Kollegs in Bad Driburg. 2000 wurde der Noviziatsflügel renoviert, und 2011 feierten die Schwestern das Jubiläum 85 Jahre Klarissen in Paderborn. Damals lebten zwölf Schwestern im Klarissenkloster Paderborn. Geistlich und spirituell wurden sie von den Paderborner Franziskanern begleitet.
Am 10. Oktober 2014 zogen die Paderborner Klarissen in das Mutterhaus der Franziskanerinnen im benachbarten Salzkotten, wo sie eine eigene Klausur bezogen haben und ihr kontemplatives Leben in nachbarschaftlicher Gemeinschaft mit den Franziskanerinnen fortsetzen. Das Erzbistum Paderborn, dem die Immobilie gehört, hat das Kloster im Oktober 2015 als Unterkunft für Flüchtlinge zur Verfügung gestellt. Seit Februar 2016 findet einmal wöchentlich ein Gottesdienst in der Kirche des ehemaligen Klarissenklosters statt.